# Derwael-Fenton
De Derwael-Fenton is een turnoefening op de brug met ongelijke leggers, die voor het eerst werd uitgevoerd door de Belgische turnster Nina Derwael en de Britse turnster Georgia-Mae Fenton. Het wordt in de puntencode vermeld als een oefening met moeilijkheidsgraad "F". Voor het uitvoeren van een Derwael-Fenton start de turnster in handstand op de hoogste legger, zwaait dan onderdoor met de benen, om er vervolgens achterwaarts over te zweven. Hier wordt de hoogste legger gegrepen met gekruiste armen om zo het lichaam te draaien en achterwaarts door te draaien.
Derwael deed de routine voor het eerst op de Europese kampioenschappen turnen 2017 in Cluj, maar omdat de Internationale Turnfederatie (FIG) enkel elementen erkent die uitgevoerd zijn op een wereldkampioenschap of op de Olympische Spelen, werd deze toen niet aangenomen. Derwael voerde deze routine opnieuw uit tijdens de wereldkampioenschappen turnen 2017 in Montreal. Derwael was toen niet de enige die de routine foutloos uitvoerde: ook de Britse Fenton legde de routine foutloos af. Daarom werd besloten om de naam "Derwael-Fenton" aan deze routine te geven.